# Erik van der Luijt
Erik van der Luijt (Den Haag, 22 augustus 1970) is een Nederlandse jazzpianist en componist.

## Biografie
Van der Luijt groeide op in het Westlandse Monster en Katwijk aan Zee. Hij begon op vierjarige leeftijd voor het eerst piano te spelen. Zijn passie voor jazz werd gewekt na het horen van Pim Jacobs parelend tussen de melodie van het thema van Rogier van Otterloo's 'Music-All-In tune'. Veel ervaring deed hij op in de Leidse jazzscene, waarin zowel Dick Wansink zelf als diens jazzcafé The Duke een prominente rol speelde. Hij studeerde jazzpiano aan het Koninklijk Conservatorium in Den Haag bij onder meer Rob van Kreeveld en Rob van Bavel en nam deel aan workshops met onder meer Michel Petrucciani en Barry Harris.

## Belangrijkste invloeden
Oscar Peterson, Ahmad Jamal, Bill Evans, Herbie Hancock

## Samenwerking met andere musici

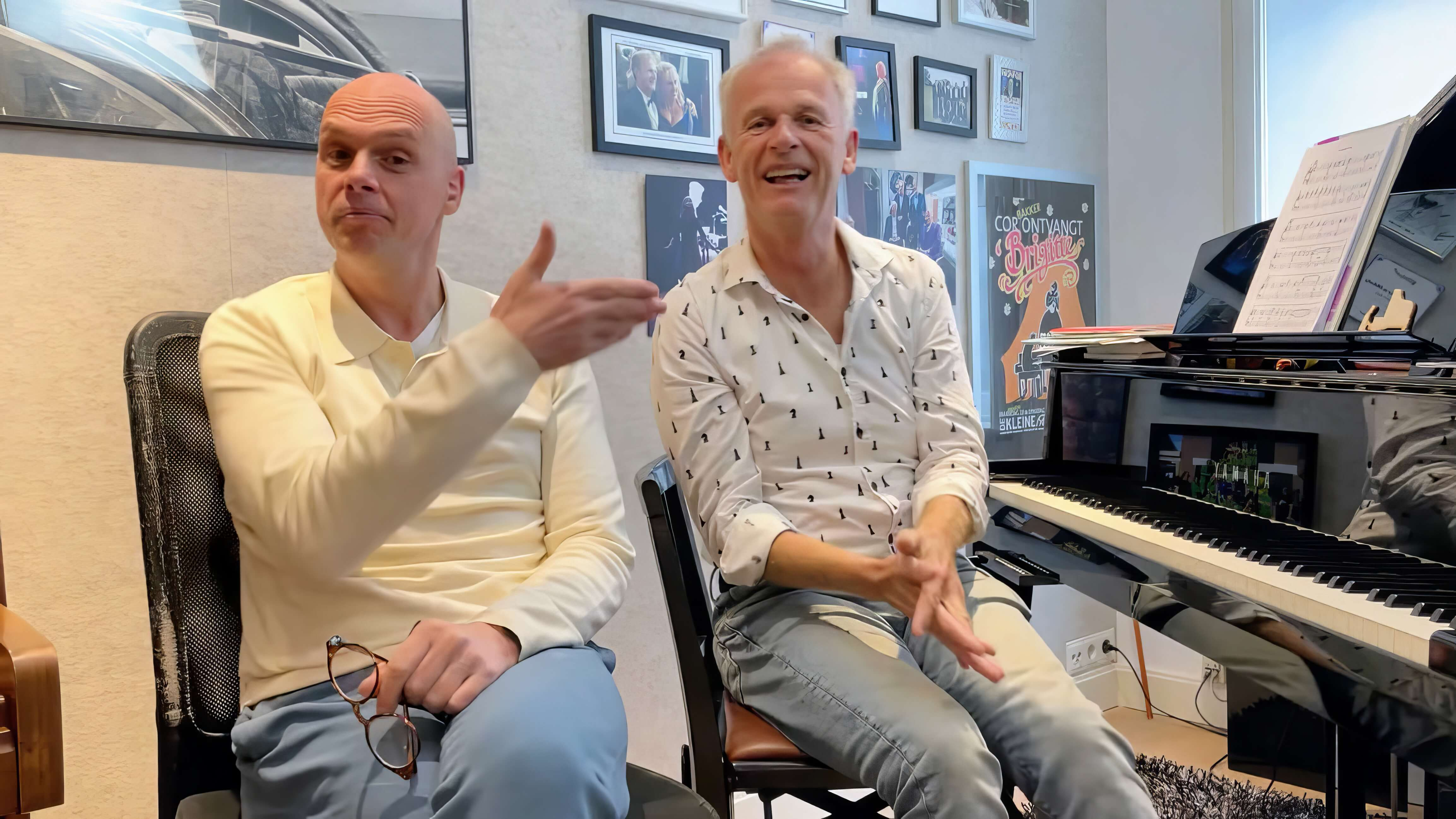
Erik van der Luijt & Cor Bakker voor pianospelenmetcor.nl

Erik van der Luijt heeft als pianist, componist, arrangeur en producer bijgedragen aan acht albums van zijn echtgenote, de jazzzangeres Ilse Huizinga. Het album The Sweestest Sounds - Ilse Huizinga Sings the Songs of Richard Rodgers (2001, waaraan hij als arrangeur, producent en pianist een grote bijdrage leverde, werd leverde Huizinga haar eerste Edison-nominatie op.
Tussen 1992 en 2012 begeleidde Erik vocalisten uit een heel brede muzikale achtergrond, zoals Rita Reys, Madeline Bell, Joke Bruijs, Joke de Kruijf, Denise Jannah, Greetje Kauffeld, Heddy Lester, Gerrie van der Klei, Marjol Flore en Edwin Rutten. Als jazz pianist werkte hij in die periode met o.a. het Metropole Orkest, The Ramblers, Ferdinand Povel, Piet Noordijk, Ruud Jacobs, Frits Landesbergen, Bernard Berkhouts Swingmates en het Deep River Quartet. Daarnaast was Erik betrokken als pianist, arrangeur en/of producer voor diverse projecten als musicals en cabaretproducties, cd-opnamen, radio en televisieoptredens.

## 'Comeback'
Vanaf zijn tienerjaren heeft Erik toenemend last van gezondheidsklachten waardoor hij uiteindelijk vanaf 2014 nauwelijks meer optreed. Sinds 2020 is hij echter aan de beterende hand en langzaam bezig aan een comeback. In eerste instantie middels zijn meest recente albums 'Air' (2022), 'Play' (2023) en 'Happy-go-lucky' waarin klassiek, evergreens en originals alsmede Fender Rhodes en synthesizer een dominante rol spelen.

## Samenwerking met Cor Bakker
Sinds 2017 ontwikkelt Erik samen met Cor Bakker de online pianolessen van Cor Bakker voor https://www.pianospelenmetcor.nl/ Ook zijn ze regelmatig samen te zien en horen in video's voor promotionele acties zoals gratis pianolessen. Daarnaast verzorgt Erik support voor cursisten en diverse andere taken.

## Privéleven
Van der Luijt's vader was een klarinettist en baritonsaxofonist in de Koninklijke Militaire Kapel en het Randstad Saxofoon Kwartet. Hij was tevens docent aan het Utrechts Conservatorium. Erik ontmoette zijn echtgenote, de jazzzangeres Ilse Huizinga toen hij voor een optreden in de Amsterdamse club De Heeren van Aemstel inviel voor een zieke collega. Het huwelijk werd in 1998 in Leiden voltrokken. Hun dochter Ellen werd op 1 april 2000 geboren.

## Media
Audio compilatie Erik van der Luijt op akoestische piano rond het jaar 2000
Django, trio, live - 2017
All blues, trio, live - 2017
Lament, trio, live - 2017
Saint James Infirmary - trio, live - 2017
Love walked in, Ilse Huizinga, live - 2022
A caged bird sings (lyrics: Maya Angelou - music: Erik van der Luijt), Ilse Huizinga

## Discografie
- 1992 - Keytown Swings - Volume 3 (Leidse Jazzweek)
- 1996 - Good Enough To Keep, Bernard Berkhout's New Thundering Swingmates (Polygram/Jazz Behind The Dikes)
- 1997 - Out of a Dream, Ilse Huizinga (Eigen beheer)
- 1999 - Voices Within, Ilse Huizinga (Eigen beheer)
- 1999 - Erik van der Luijt - En Blanc Et Noir 2, Erik van der Luijt (Challenge/Daybreak)
- 2001 - The Sweetest Sounds - Ilse Huizinga Sings the Songs of Richard Rodgers, Ilse Huizinga, (Challenge/Daybreak)
- 2002 - Erik van der Luijt - En Blanc Et Noir 7, Erik van der Luijt (Challenge/Daybreak)
- 2003 - Rainshine, Onno Voorhoeve (Eigen beheer)
- 2003 - Easy to Idolize, Ilse Huizinga (Challenge/Daybreak)
- 2004 - Express Yourself, Erik van der Luijt (Eigen beheer)
- 2005 - Beyond Broadway, Ilse Huizinga (Maxanter Records)
- 2006 - The Intimate Sessions - Volume 1, Ilse Huizinga, (Eigen beheer)
- 2015 - Here's to Maya Angelou, Ilse Huizinga (Challenge/Daybreak)
- 2017 - Brasiliana, Joep Lumeij (Eigen beheer)
- 2022 - Do it again - The music of George Gershwin, Ilse Huizinga (Eigen beheer)
- 2022 - Air, Erik van der Luijt
- 2023 - Play, Erik van der Luijt
- 2024 - Happy-go-lucky, Erik van der Luijt